# 孔泰
孔泰（法語：Conthey，法語發音：[kɔ̃tɛ]）是瑞士瓦莱州的一个市镇。该市镇总面积为85.1平方千米，海拔高度504米，截至2017年12月31日总人口为8,691人。